# 桜花学園高等学校
桜花学園高等学校（おうかがくえんこうとうがっこう）は愛知県名古屋市昭和区にある、私立の高等学校（女子校）である。学校法人桜花学園が運営している。

## 沿革
- 1923年（大正12年） - 桜花高等女学校として開校。
  - 初代校長は大渓専、名誉校長は大谷光演の妻であり三条実美の三女である大谷章子。
- 1941年（昭和16年） - 桜花女子学園に改称。
- 1948年（昭和23年） - 桜花女子学園高等学校に改称。
- 1955年（昭和30年） - 名古屋短期大学付属高等学校に改称。
- 1999年（平成11年） - 桜花学園高等学校に改称。

## コース
- 特進コース
- 国際キャリアコース
- 進学コース
  - 保育コース
  - 文系Iコース
  - 文系IIコース

## 部活動
女子バスケットボールの強豪として知られる。1983年（昭和58年）より全国大会出場を続け、1986年（昭和61年）に井上眞一監督就任後は、全国タイトルを全国高校女子最多の計71回獲得している。内訳は、インターハイでの2012年（平成24年）からの5連覇を含む26回、ウインターカップでの1996年（平成8年）からの6連覇を含む24回、国スポ22回である。
また、ハンドボール部も全国タイトルを全国高校女子最多の計24回（インターハイ5回・選抜7回・国スポ12回）獲得している。
合唱部は2010年（平成22年）全日本合唱コンクール全国大会に実に40年ぶりの出場を果たし、金賞を受賞した。2014年（平成26年）には再度同コンクール全国大会において、再度金賞を受賞すると同時に、最高賞である文部科学大臣賞、特別賞であるカワイ奨励賞も合わせて受賞した。またNHK全国学校音楽コンクールにおいても全国大会出場を果たした。
女子バレーボール部は過去、インターハイ17回、選抜優勝大会(旧春高)7回出場を誇る古豪。

## 主な著名人

### バスケットボール選手
- 田邉広子 - 後に同校コーチ
- 竹内高美
- 山田かがり - 後に同校コーチ
- 伊藤聖子 - 現女優
- 眞鍋かおり
- 岡里明美
- 服部梨絵
- 林五十美
- 平手美樹
- 三木聖美
- 山田久美子
- 渡邉温子
- 渡辺由夏
- 大神雄子
- 田渕明日香 - 後に同校アシスタントコーチ
- 重田麻希
- 宇佐美里菜
- 河恩珠
- 宇原千晶
- 山本久美
- 池住美穂
- 内海亮子
- 小松さやか
- 諏訪裕美
- 浦島慧子
- 鈴木成津子
- 田中こずえ
- 塚野理沙
- 中川聴乃
- 増野彩香
- 松島有梨江
- 服部直子
- 吉田千沙
- 牛田悠理
- 木林稚栄
- 小泉遥
- 後藤彩
- 佐藤詩織
- 髙田真希
- 磯部夏紀
- 丹羽裕美
- 深野羅定咲
- 岡本彩也花
- 渡嘉敷来夢
- 本多真実
- 水島沙紀
- 外山優子
- 白慶花
- 渡邊夕貴
- 菅原絵梨奈
- ヒルライアン
- 三好南穂
- 河村美幸
- 馬瓜エブリン
- 酒井彩等
- 佐藤ひかる
- 山田愛
- 若原愛美
- 遠藤桐
- 加藤優希
- 富田愛理
- 脇梨奈乃
- 梅沢カディシャ樹奈
- コナテ・カディジャ
- 佐古瑠美
- 粟津雪乃
- 赤木里帆
- 馬瓜ステファニー
- 藤本愛妃
- 山本麻衣
- 出原菜月
- 藤本愛瑚
- 樺島ほたる
- モハメドファティマトゥ早野夏
- 坂本雅
- 窪田真優
- 中澤梨南
- 佐藤多伽子
- オコンクウォ・スーザン・アマカ
- 朝比奈あずさ
- 伊波美空
- 平下結貴
- 森美麗
- 白石弥桜

### ハンドボール選手
- 山田永子
- 長野かづさ
- 福井美樹
- 田口舞

### その他
- 石川ひとみ - 歌手[要出典]
- 久松史奈 - 歌手[要出典]
- 笠原玲子 - 元女優　※名古屋短期大学付属高等学校（中退）

## アクセス
- 名古屋市営地下鉄鶴舞線荒畑駅 徒歩4分
- 名古屋市営地下鉄鶴舞線・桜通線御器所駅 徒歩7分
- JR中央本線鶴舞駅 徒歩13分

## 系列校
下記の学校はいずれも2024年度入学生より男女共学になったが、高等学校は女子校のままである。
- 桜花学園大学
- 名古屋短期大学